# Pseudocrenilabrus
Pseudocrenilabrus là một chi nhỏ haplochromine cichlid đặc hữu nơi sống ở sông tại Đông Phi.
Hiện tại, chỉ có 3 loài được đặt ở chi này và được chia ra một số phụ loài:
- Pseudocrenilabrus multicolor – Egyptian Mouthbrooder
  - Pseudocrenilabrus multicolor victoria Seegers, 1990 – Dwarf Victoria Mouthbrooder
- Pseudocrenilabrus nicholsi (Pellegrin, 1928)
- Pseudocrenilabrus philander (Weber, 1897) – miền nam Mouthbrooder
  - Pseudocrenilabrus philander dispersus (Trewavas, 1936)
  - Pseudocrenilabrus philander luebberti (Hilgendorf, 1902)

## Cước chú
1. ↑  FishBase [2009]